# 고노우라역
고노우라역(일본어: 金浦駅 このうらえき[*])은 일본 아키타현 니카호시에 위치한 동일본 여객철도 우에쓰 본선의 철도역이다. 단선 · 섬식의 형태를 합친 2면 3선 구조의 복합 승강장을 갖춘 지상역이다.

## 타는 곳
| 1 | ■ 우에쓰 본선 | 하행     | 우고혼조 · 아키타 방면 |
| 2 | ■ 우에쓰 본선 | 상행     | 사카타 · 니가타 방면   |
| 3 | ■ 우에쓰 본선 | (대피선) | (대피선)               |

## 이용 현황
| 연도     | 1일 평균 | 연도     | 1일 평균 |
| 2000년도 | 440      | 2008년도 | 332      |
| 2001년도 | 445      | 2009년도 | 315      |
| 2002년도 | 413      | 2010년도 | 322      |
| 2003년도 | 391      | 2011년도 | 307      |
| 2004년도 | 381      | 2012년도 | 311      |
| 2005년도 | 352      | 2013년도 | 308      |
| 2006년도 | 338      | 2014년도 | 284      |
| 2007년도 | 324      |          |          |
| -------- | -------- | -------- | -------- |

## 역 주변
- 니카호 시청 고노우라 청사
- 시라세 남극 탐험대 기념관
- 아키타 은행 고노우라 지점

## 인접 역
| 동일본 여객철도 우에쓰 본선 | 동일본 여객철도 우에쓰 본선 | 동일본 여객철도 우에쓰 본선 |
| --------------------------- | --------------------------- | --------------------------- |
| 기사카타 니쓰 방면          | ■ 우에쓰 본선               | 니카호 아키타 방면          |